# Sensatie op een Engelse vrachtboot
Sensatie op een Engelse vrachtboot is het derde deel van de Bob Evers-boekenreeks van de schrijver Willy van der Heide.
Sensatie op een Engelse vrachtboot is het derde deel van een trilogie waartoe verder de delen Een overval in de lucht en De jacht op het koperen kanon behoren.

## Verhaal
Hoofdpersonen van de serie zijn de Nederlandse jongens Arie Roos en Jan Prins en hun Amerikaanse vriend Bob Evers.
De opsporing van het laatste verborgen papiertje, waarmee in De jacht op het koperen kanon was begonnen, wordt in dit boek verder beschreven. Barnett, de concurrent van John en Lois Bennet, heeft vanuit een Nederlandse politiecel dit papiertje poste restante aan zichzelf gestuurd naar Bromborough, een klein plaatsje even ten zuiden van Liverpool. Daar komen alle spelers in het verhaal samen, waarbij in een nachtelijke jacht op elkaar de plaats geheel op stelten wordt gezet. Jan maakt kennis met Jackie Brass, een zeeman en tevens neef van de postmeesteres in Bromborough, die bij haar overnacht om 's ochtends vroeg vanuit de haven van Liverpool te kunnen vertrekken. Jan ziet kans, wanneer de nieuwe post met de postauto is aangekomen, de bewuste poste-restantebrief in de plunjezak van Jackie te laten verdwijnen. Zodoende verplaatst de handeling zich naar de Mersey Hope, het schip van Jackie dat op het punt staat uit te varen. Na veel wederwaardigheden aan boord van het schip weet Jan uiteindelijk het laatste briefje te veroveren, zodat de erfenis van John en Lois is zekergesteld.
Het thema van de opsporing van verborgen papiertjes als gevolg van een bepaling in een testament was door de schrijver al enkele jaren eerder gebruikt in het boek De erfenis van een zonderling, dat in 1945 was verschenen onder het pseudoniem Willy Waterman. In dit boek, dat wat betreft de verhaallijn als een voorloper van de Bob Eversserie beschouwd kan worden, was overigens nog geen sprake van de personages die later in de serie gebruikt zouden gaan worden.

## Drukgeschiedenis
De eerste druk werd in een hardcoveruitgave gepubliceerd in 1950, met stofomslag en illustraties van Frans Mettes. Tot 1959 verschenen nog vijf drukken.
In 1965 werd het formaat gewijzigd. Het boek werd voortaan gepubliceerd als pocketboek (17,5 × 11,5 cm). De tekst van deze uitgave was door de auteur aanzienlijk bewerkt. De druknummering werd voortgezet en tot 1989 verschenen de volgende drukken:
- 1965 tot 1983: 7e tot 24e druk, omslag van Rudy van Giffen
- 1985 tot 1989: 25e tot 26e druk, omslag van Bert Zeijlstra

Deze trilogie wordt gevormd door de delen 1 t/m 3 van de uitgave in hardcover, hoewel het verhaal  chronologisch gezien na de Zuidzeetrilogie speelt die opgenomen is in de delen 4 t/m 6. Bij de pocketuitgave is van de gelegenheid gebruikgemaakt de volgorde van de eerste zes delen om te draaien. Daarom hebben de oorspronkelijke delen 1 t/m 3 in die uitgave de serienummers 4 t/m 6.
In 1997 werd het verhaal gepubliceerd in een omnibusuitgave, samen met de (oorspronkelijke) delen 1 en 2 van de serie.